# Tártaros en Azerbaiyán
Los tártaros en Azerbaiyán son ciudadanos azeríes y personas de origen tártaro. Según el censo de 2009, 25,882 tártaros vivían en la República de Azerbaiyán. Esto representa el 0.29% de la población total.

## Comunidad
| 1926  | 1939   | 1959   | 1970   | 1979   | 1989   | 2009   |        |
| ----- | ------ | ------ | ------ | ------ | ------ | ------ | ------ |
| 9 948 | 27 591 | 29 552 | 31 353 | 31 204 | 28 019 | 30 011 | 25 882 |

Los tártaros están principalmente asentados en ciudades importantes de Azerbaiyán: Bakú, Sumqayit, Ganja, Jachmaz, Quba, Qabala, etc. Más del 90% de los tártaros viven en Bakú. 25,171 tártaros viven aquí. Son el tercer grupo étnico más grande en Bakú después de los Azeríes y los rusos. Ubicación de tártaros viviendo en Azerbaiyán por regiones:
| Şəhərlər  | Baku  | Sumqayit | Ganja | Mingachevir | Shirvan | Absheron | Aghdash | Khachmaz | Beyləqan | Guba | Lankaran | Siyezen | Gabala | Zagatala |  |
| --------- | ----- | -------- | ----- | ----------- | ------- | -------- | ------- | -------- | -------- | ---- | -------- | ------- | ------ | -------- |  |
| Población | 25171 | 116      | 52    | 38          | 4       | 57       | 4       | 131      | 24       | 63   | 13       | 18      | 10     | 11       |  |

## Religión y lengua
Los tártaros son principalmente musulmanes. Creen en Hanafi madhhab de Islam.

## Camaradería
Comunidades tártaras en la República de Azerbaiyán:
- «Tugan Tel»[12] Sociedad de tártaros en la República de Azerbaiyán (Bakú)
- «Yaşlek» Sociedad de tártaros en la República de Azerbaiyán (Bakú)

## Celebridades
- Tajuddin Mustafin - El primer mufti de los musulmanes caucásicos y Azerbaiyán (1832-1840).
- Maciej Sulkiewicz - Jefe del estado mayor del ejército de la República Democrática de Azerbaiyán.
- Eldar Gasimov -Cantante y músico. Su bisabuela es Marziya Davudova.
- Marziyya Davudova - actriz de cine y teatro soviética, en tiempos de la URSS y Azerbaiyán.
- Firangiz Sharifova - actriz de teatro y cine de la República Popular de Azerbaiyán
- Aliya Garayeva - gimnasta rítmica
- Zemfira Meftahatdinova - El primer campeón Olímpico de Azerbaiyán independiente.
- Dinara Gimatova - gimnasta rítmica
- Ramis Alimov - Mártir del 20 de enero, "Luchador por la libertad" (1992) y "Mártir del 20 de enero" (1998) títulos honoríficos
- Fargat Tukhtamishev - Mártir del 20 de enero, "Luchador por la libertad" (1992) y "Mártir del 20 de enero" (1998) títulos honoríficos
- Khadija Gayibova - Una de las primeras pianistas femeninas de Azerbaiyán.[13]
- Farid Khayrulin - fotoperiodista.
- Hanafi Teregulov - Cantante de ópera, barítono, figura de teatro y figura pública, uno de los fundadores del coro de ópera en Azerbaiyán.
- Aziz Gubaydullin - Profesor, escritor, historiador, y víctima de la represión.